# باتريس أباندا
باتريس أباندا (بالفرنسية: Patrice Abanda)‏ (مواليد 3 أغسطس 1978) هو لاعب كرة قدم. يلعب مع منتخب الكاميرون لكرة القدم. سبق له أن لعب في كأس العالم لكرة القدم مع منتخب بلاده.

## روابط خارجية
- باتريس أباندا على موقع الاتحاد الدولي (مؤرشف)  (الإنجليزية)
- باتريس أباندا على موقع قاعدة بيانات كرة القدم.إي يو (الإنجليزية)
- باتريس أباندا على موقع ناشيونال فوتبول تيمز (الإنجليزية)
- باتريس أباندا على موقع Soccerway.com (الإنجليزية)
- باتريس أباندا على موقع أوليمبيديا (الإنجليزية)